# Автовокзал (Запорожье)
Запорожский автовокзал (Автостанция № 1) — междугородный автовокзал в Запорожье. Расположен на главной магистрали города — проспекте Соборном.
Автовокзал обслуживает пассажиров междугородных и международных автобусов. Автовокзал состоит из здания вокзала, перронов для посадки и высадки пассажиров, подъездов к перронам, которые изолированы от дорог общего пользования.
В здании вокзала расположены залы ожидания, кассы для продажи проездных билетов, предприятия общественного питания и розничной торговли, камеры хранения, а также административные и служебные помещения. С южной стороны автовокзала расположен супермаркет «АТБ» (открытый 14 мая 2014 года).
Автобусные маршруты связывают Запорожье в следующих направлениях:
- бердянское
- днепровское
- донецкое
- мелитопольское
- никопольское
- харьковское
- энергодарское

и другие

## Контакты
Украина, Запорожье, проспект Соборный, 20